# はみがき (曲)
「はみがき」は、1999年6月～7月に、NHKの音楽番組『みんなのうた』で放送された曲。作詞・作曲：山野直子、編曲・歌：少年ナイフ。